# Santa Catarina, Hidalgo
Santa Catarina är en ort i Mexiko.   Den ligger i kommunen San Agustín Tlaxiaca och delstaten Hidalgo, i den sydöstra delen av landet, 80 km norr om huvudstaden Mexico City. Santa Catarina ligger 2 478 meter över havet och antalet invånare är 221.
Terrängen runt Santa Catarina är kuperad. Runt Santa Catarina är det tätbefolkat, med 982 invånare per kvadratkilometer. Närmaste större samhälle är Pachuca de Soto, 11,0 km öster om Santa Catarina. Omgivningarna runt Santa Catarina är i huvudsak ett öppet busklandskap.